# Head (Unix)
head – polecenie systemów operacyjnych typu Unix oraz Linux, które domyślnie wypisuje na standardowy strumień wyjścia (stdout) 10 pierwszych linijek pliku lub standardowego strumienia wejścia.
W systemach używających oprogramowania GNU ten program jest w pakiecie GNU Coreutils.

## Przykład
```
$ ps axu | head
USER       PID %CPU %MEM    VSZ   RSS TTY      STAT START   TIME COMMAND
root         1  0.0  0.1   1564   404 ?        S    07:00   0:01 init [2]
root         2  0.0  0.0      0     0 ?        SN   07:00   0:00 [ksoftirqd/0]
root         3  0.0  0.0      0     0 ?        S    07:00   0:00 [watchdog/0]
root         4  0.0  0.0      0     0 ?        S<   07:00   0:00 [events/0]
root         5  0.0  0.0      0     0 ?        S<   07:00   0:00 [khelper]
root         6  0.0  0.0      0     0 ?        S<   07:00   0:00 [kthread]
root         8  0.0  0.0      0     0 ?        S<   07:00   0:00 [kblockd/0]
root         9  0.0  0.0      0     0 ?        S<   07:00   0:00 [kacpid]
root       106  0.0  0.0      0     0 ?        S    07:00   0:01 [pdflush]
```